# Hydrobasileus croceus
Hydrobasileus croceus là loài chuồn chuồn trong họ Libellulidae. Loài này được Brauer mô tả khoa học đầu tiên năm 1867.